# Tipula pandora
Tipula pandora är en tvåvingeart som beskrevs av Mannheims 1968. Tipula pandora ingår i släktet Tipula och familjen storharkrankar.
Artens utbredningsområde är Grekland. Inga underarter finns listade i Catalogue of Life.